# .17 Hornet
El .17 Hornet es un cartucho de rifle de fuego central calibre .17  desarrollado por PO Ackley a principios de la década de 1950, quien creó este cartucho no comercial (wildcat) simplemente ajustando el cuello del casquillo del .22 Hornet al calibre .17 y formando con fuego las cajas redimensionadas en su nuevo diseño de cámara. El resultado fue un cartucho pequeño y silencioso capaz de alcanzar una alta velocidad. Ackley lo menciona como uno de los cartuchos .17 más balanceados de su tiempo; probablemente, esto sigue siendo cierto.
Sesenta años después, Hornady Manufacturing Company ( Grand Island, Nebraska, EE . UU.) convirtió la idea de Ackley en un producto comercial con un cartucho similar; el .17 Hornady Hornet utiliza un proyectil V-max "Superformance" de 20 granos (1,3 gramos) con una velocidad publicada de 3650 fps (1113 metros/segundo).
Sin embargo, la nueva munición  no se produce exactamente con las mismas dimensiones que el wildcat original. 
El estándar de Hornady tiene es más corto con menos conicidad y una longitud total de caja más corta, mientras que la longitud total cargada sigue siendo la del .22 Hornet original (para adaptarse a las revistas Hornet estándar). Los tiradores que usan el .17 Hornady Hornet en una recámara .17 Ackley Hornet experimentan que la bala salta al estriado y pierde parte de la precisión inherente por la que se conoce al cartucho metálico.
Se ha reportado que el .17 Hornady Hornet usa un borde más grueso que el casquillo Hornet original. Sin embargo, la novena edición del Manual Hornady de recarga de cartuchos muestra que son iguales (0,065 pulgadas); medir los bordes de las cajas reales de fábrica muestra que el manual de Hornady es correcto. Además, el Manual de bolsillo para tiradores y recargadores de Ackley muestra que el grosor del anillo de su wildcat oscila entre 0,069" y 0,063", lo que es coherente con el manual de Hornady. Ambos cartuchos tienen espacio para la cabeza en este borde.
Mientras que el cartucho Ackley usa un ángulo de hombro de 30 grados y el Hornady es de 25 grados, su hombro más largo se adapta al cuerpo de caja más largo de Ackley. Fireforming mueve el hombro de Hornady hacia adelante a expensas de la longitud del cuello.
Según el manual de Ackley, su cartucho wildcat tiene solo .289 "sobre el hombro, mientras que la ronda de fábrica de Hornady mide .294". Esta es la razón por la que la capacidad de caja de Hornady es casi idéntica a la de Ackley. Dado que hay cinco milésimas menos de conicidad en el cuerpo de la caja, es posible que las nuevas cajas .17 Hornady Hornet no se ajusten a una cámara Ackley sin un cambio de tamaño completo.
Los rifles existentes con recámara para el Ackley wildcat pueden tener sus cañones retrocedidos una vuelta y volver a colocar el nuevo .17 Hornady Hornet que cumple con el estándar del Sporting Arms and Ammunition Manufacturers' Institute (SAAMI) para el .17 Hornet. Esto soluciona el problema del salto de bala y mejora la disponibilidad de municiones con poco riesgo de disminución del rendimiento.